# Hans-Jürgen Baumann
Hans-Jürgen Baumann (* 12. Mai 1923 in Köln; † 16. September 1981) war ein deutscher Politiker zunächst in der NSDAP, später in der FDP, dann in der CDU.

## Ausbildung und Beruf
Hans-Jürgen Baumann besuchte die Mittelschule und anschließend das Realgymnasium. Am 24. September 1942 beantragte er die Aufnahme in die NSDAP und wurde rückwirkend zum 1. September desselben Jahres aufgenommen (Mitgliedsnummer 9.221.185). Er absolvierte ein volkswirtschaftliches und technisches Selbststudium. Baumann arbeitete als Maschinenarbeiter bei Ford und war technisch-kaufmännischer Angestellter. Er war als Sachbearbeiter für technisches Schrifttum und als technisch-kaufmännischer Betriebsleiter eines Automobilunternehmens tätig. Des Weiteren wirkte er als Chefassistent in einem Unternehmen der gleichen Branche und war freier Mitarbeiter an einem Institut für Verkehrswissenschaft. Von 1940 bis 1945 leistete er Kriegsdienst und geriet in Gefangenschaft, aus der er fliehen konnte.

## Politik
Hans-Jürgen Baumann war bis Oktober 1952 Mitglied der FDP. Im Oktober 1952 trat er aus der FDP aus und wurde Mitglied der CDU. Von 1948 bis 1950 war er Stadtverordneter in Köln. Er fungierte als Landesleiter der Deutschen Jungdemokraten und war Mitglied des Landesvorstandes der FDP Nordrhein-Westfalen, des Bundeshauptausschusses der FDP und Beisitzer im FDP-Bundesvorstand.
Hans-Jürgen Baumann war vom 5. Juli 1950 bis zum 4. Juli 1954 Mitglied des 2. Landtages von Nordrhein-Westfalen, in den er über die Landesliste der FDP einzog.